# Gaetano Polidori
Gaetano Polidori (1764-1853) était un écrivain italien exilé à Londres.

## Biographie
Son fils, John Polidori est connu comme l'auteur de la nouvelle Le Vampire, il fut un temps médecin et ami de Lord Byron.
Sa fille Frances Polidori épousa le poète italien Gabriele Rossetti, ils eurent quatre enfants :
- Maria Francesca Rossetti,
- Dante Gabriel Rossetti,
- William Michael Rossetti,
- Christina Georgina Rossetti.